# Полонія (Сьрода-Великопольська)
Спортивний клуб «Полонія» Сьрода-Великопольська (пол. Klub Sportowy Polonia Środa Wielkopolska) — польський футбольний клуб зі Сьроди-Великопольської, заснований у 1919 році. Виступає у Третій лізі. Домашні матчі приймає на Міському стадіоні, місткістю 1 668 глядачів.